# 1410 w polityce

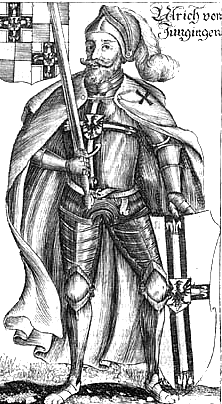
Ulrich von Jungingen, wielki mistrz Zakonu krzyżackiego

Wydarzenia polityczne w 1410 roku.

## Wydarzenia
- 15 lipca – Bitwa pod Grunwaldem. W walce ginie wielki mistrz Ulrich von Jungingen[1].
- 10 października – Bitwa pod Koronowem. Późniejszy wielki mistrz krzyżacki Michael Küchmeister von Sternberg dostaje się do niewoli[2].

## Zmarli
- 18 maja – Ruprecht z Palatynatu, król niemiecki
- Mateusz z Krakowa, polski duchowny, uczony i dyplomata
- Friedrich von Wallenrode, wielki marszałek zakonu krzyżackiego (zginął w bitwie pod Grunwaldem)[3].